# ダスター (アルバム)
『ダスター』（Duster）は、アメリカ合衆国のジャズ・ヴィブラフォン奏者、ゲイリー・バートンが1967年に録音・発表したスタジオ・アルバム。

## 背景
バートンは本作の制作に先がけて、スタン・ゲッツのバンドを脱退し、ラリー・コリエルらを迎えて自身のリーダー・カルテットを結成しており、コリエルは最終的に、バートンのアルバム4作に参加した。バートンは2010年のインタビューで、この新カルテットに関して「ジャズ・カルテットにカントリー、ロック、クラシックの要素を融合させてみたかった」と語っている。
マイケル・ギブスが提供した「スイート・レイン」は、本作に先がけて1967年3月30日に録音されたスタン・ゲッツのアルバム『Sweet Rain』でも取り上げられている。また、カーラ・ブレイ作曲の「ブルースをそっと歌って」は、アート・ファーマー・カルテットが1965年3月に録音したアルバム『Sing Me Softly of the Blues』に、本作でもサイドマンを務めたスティーヴ・スワロウを従えた演奏が収録されている。

## 評価
スコット・ヤナウはオールミュージックにおいて5点満点中4.5点を付け「ある意味では初のフュージョン・レコードの一つとみなせる」「若きロック/ブルース・ギタリストのラリー・コリエルをカルテットに起用し、全編においてコリエルのもたらした影響が感じられる」と評している。また、Bill Shoemakerは1998年、『ジャズタイムズ』において「後世に影響を与えた1960年代のジャズ・レコードとしては、当時も今も、特に無視されてきた作品である。本作のリリース当時、ここで提示されたロックとジャズの革新的な融合は、ごく限られた層しか引き付けることができなかった」「バートンのカルテットは有能な作曲家の集まりでもあったが、ここではむしろ超絶技巧が際立っている。ブレイやギブスの曲では、バートンの端正なリリシズムが完成されている一方、"One, Two, 1-2-3-4"や"Portsmouth Figurations"では、バートンの疾風の如き4本マレット奏法が眩しく輝いている」と評している。

## 収録曲
特記なき楽曲はマイケル・ギブス作曲。
1. バレー - "Ballet" - 4:58
2. スイート・レイン - "Sweet Rain" - 4:26
3. ポーツマスの華彩 - "Portsmouth Figurations" (Steve Swallow) - 3:07
4. モジョ将軍の戦略 - "General Mojo's Well Laid Plan" (S. Swallow) - 5:00
5. ワン・トゥ・1-2-3-4 - "One, Two, 1-2-3-4" (Gary Burton, Larry Coryell) - 5:58
6. ブルースをそっと歌って - "Sing Me Softly of the Blues" (Carla Bley) - 4:06
7. 祈祷式 - "Liturgy" - 3:27
8. レスポンス - "Response" (G. Burton) - 2:17

## 参加ミュージシャン
- ゲイリー・バートン - ヴィブラフォン
- ラリー・コリエル - ギター
- スティーヴ・スワロウ - ベース
- ロイ・ヘインズ - ドラムス